# Karya Jaya (Rambutan)
Karya Jaya is een bestuurslaag in het regentschap Tebing Tinggi van de provincie Noord-Sumatra, Indonesië. Karya Jaya telt 5789 inwoners (volkstelling 2010).